# Henryk Przemyślida
Henryk Przemyślida (zm. po 1 sierpnia 1169 r.)
Syn księcia czeskiego Władysława I i Rychezy z Bergu. O jego życiu niewiele wiadomo gdyż pozostawał w cieniu starszych braci. Zapewne w latach 1163–1169 odbył pielgrzymkę do Ziemi Świętej i wstąpił do zakonu joannitów.
Henryk był żonaty z Małgorzatą, której pochodzenie nie jest znane. Żona zmarła zapewne przed pielgrzymką do Ziemi Świętej. Z małżeństwa pochodziło troje dzieci:
- Elżbieta (zm. 3 marca po 1197 r.)
- Małgorzata (zm. 13 lipca po 1197 r.)
- Henryk Brzetysław